# Markus Kramer
Markus Kramer (født 3. juli 1999 i Holbæk) er en dansk forhenværende cykelrytter, der senest kørte for Restaurant Suri-Carl Ras.

## Karriere
Kramer begyndt at cykle hos Holbæk Cykelsport, hvor han var tilknyttet det meste af sin tid som ungdomsrytter. I 2017-sæsonen kørte han for Slagelse Cykle Rings junior hold Team Hechmann Cycling - Slagelse Junior, men vendte året efter tilbage til Holbæk. I 2020 blev han rykket op på klubbens nye DCU-hold Team Eiland Electric-Carl Ras, hvor han fra start kørte i B-rækken. I 2021 fulgte han med op på kontinentalniveau, da holdet skiftede navn til Restaurant Suri-Carl Ras.